# ملكة جمال فرنسا 2021
ملكة جمال فرنسا 2021 هي النسخة الواحدة والتسعين من مسابقة ملكة جمال فرنسا، منذ انطلاقتها لأول مرة في عام 1920 ، أقيمت المسابقة في 19 ديسمبر 2020 وتم عرضها على قناة تي أف 1، قدم الحفل جان بيير فوكو (للسنة 26 على التوالي) وسيلفي تيلير (للمرة الثالثة عشرة) ، ملكة جمال فرنسا 2002 والمديرة العام لمنظمة ملكة جمال فرنسا. ويرافقهم تييري بومان للتذكير بتعليمات التصويت للعام العاشر على التوالي، في بوي دو فو في بايي دو لا لوار. شهدت المسابقة تنافس تسعة وعشرون مرشحة في الجمال لمحاولة الفوز بلقب "أجمل امرأة في فرنسا"، لسوء الحظ بسبب وباء الفيروس كورونا كوفيد-19 ، كان لا بد من وضع العديد من الإجراءات والقيود التي يجب مراعاتها ومنها تقليص عدد الجمهور لما يقارب 400 شخص فقط ، في نهاية الحدث توجت أماندين بيتي من نورماندي من قبل حاملة اللقب السابقة كليمنس بوتينو من غوادلوب . ويصبح لها الحق في تمثيل فرنسا في ملكة جمال العالم 2021 أو ملكة جمال الكون 2021.
كانت هذه هي المرة الثانية التي تقام فيها ملكة جمال فرنسا في بوي دو فو، وفي منطقة بايي دو لا لوار بعد ملكة جمال فرنسا 2009، على الرغم من كونها النسخة 91 فقط ، فقد تم الاحتفال بنسخة 2021 باعتبارها الذكرى المئوية لملكة جمال فرنسا ، بالرغم من تتوقف المستبقة مؤقتًا من 1922 إلى 1926 ومن عام 1941 حتى عام 1946 بسبب الحرب العالمية الثانية.

## النتائج

### المراكز النهائية
| النتائج النهائية     | المتنافسة |
| -------------------- | --- |
| ملكة جمال فرنسا 2021 | - النورماندي - أموندين بوتي |
| الوصيفة الأولى       | - بروفنس - أبريل بنعيون |
| الوصيفة الثانية      | - الريفييرا الفرنسية - لارا جوتييه |
| الوصيفة الثالثة      | - ألزاس - أوريلي رو |
| الوصيفة الرابعة      | - بورغندي - لو آن لورفيلين |
| أفضل 15              | - ريونيون - لينا بوير (الوصيفة الخامسة - إيل دو فرانس - لارا لورينسو (الوصيفة السادسة) - آكيتين - ليلى فيلار - كورسيكا - نويمي ليكا - غوادلوب - كنزة أندريز-لويسون - ليموزان - ليا غرانيو - مايوت - أنليا شريفة - بايي دو لا لوار - جولي تاغليافاكا - بواتو شارنت - جوستين دوبوا - رون ألب - أنيس رو |

## خلفية

### المكان
في 2 سبتمبر 2020 أكدت لجنة ملكة جمال الفرنسية أن مسابقة ملكة جمال فرنسا 2021 ستعقد في 12 ديسمبر 2020 في مدينة بوي دو فو في ليه إيبيس ، بايي دو لا لوار ستكون هذه هي المرة الثانية التي تقام فيها المسابقة في بوي دو فو، بعد ملكة جمال فرنسا 2009. تم تأجيل المسابقة في وقت لاحق إلى 19 ديسمبر بعد أن أعلن إيمانويل ماكرون إغلاقًا وطنيًا في فرنسا لشهر نوفمبر بسبب جائحة مرض فيروس كورونا-19.
بينما شرعت المتسابقات المشاركات في مسابقة ملكة جمال فرنسا عادةً في رحلة خارجية أثناء التحضير للمسابقة ، تم إلغاء رحلتهم المخططة إلى غوادلوب بسبب جائحة مرض فيروس كورونا-19 ، وبدلاً من ذلك سافروا إلى فرساي ، إيفلين لزيارة قصر فرساي.